# Приобський кінь
Приóбський кінь (рос. Приобская лошадь) — аборигенна північна лісова порода свійських коней, яка розповсюдженна на теренах Західносибірської низовини в Ханти-Мансійському автономному окрузі, а також у Шуришкарському районі ЯНАО.

## Сьогодення
Наразі групою активистів на території Ханти-Мансійського, Октябрського, Кондінського районів Югри відбувається робота з дослідження теперішнього стану породи. Вона триватиме й надалі, та вже найближчого часу публікуватимуться перші результати експедицій.